# Cassagnes-Bégonhès
Cassagnes-Bégonhès (okzitanisch: Cassanhas de Begonhés) ist eine französische Gemeinde mit 946 Einwohnern (Stand: 1. Januar 2022) im Département Aveyron in der Region Okzitanien. Sie gehört zum Arrondissement Villefranche-de-Rouergue und zum Kanton Monts du Réquistanais. Die Einwohner werden Cassagnols und Cassagnolles genannt.

## Geographie
Cassagnes-Bégonhès liegt rund 35 Kilometer nordöstlich von Albi und etwa 19 Kilometer südsüdwestlich von Rodez am Céor. Der Viaur begrenzt die Gemeinde im Norden. Nachbargemeinden sind Sainte-Juliette-sur-Viaur im Norden, Comps-la-Grand-Ville im Nordosten, Salmiech im Osten, Auriac-Lagast im Südosten, La Selve im Süden, Rullac-Saint-Cirq im Südwesten sowie Centrès im Westen.
Im Gemeindegebiet liegt der Flugplatz Cassagnes-Beghonès.

## Bevölkerungsentwicklung
| Jahr                       | 1962 | 1968 | 1975 | 1982 | 1990 | 1999 | 2006 | 2019 |
| Einwohner                  | 1296 | 1255 | 1083 | 1023 | 1040 | 982  | 958  | 925  |
| Quellen: Cassini und INSEE |      |      |      |      |      |      |      |      |

## Sehenswürdigkeiten

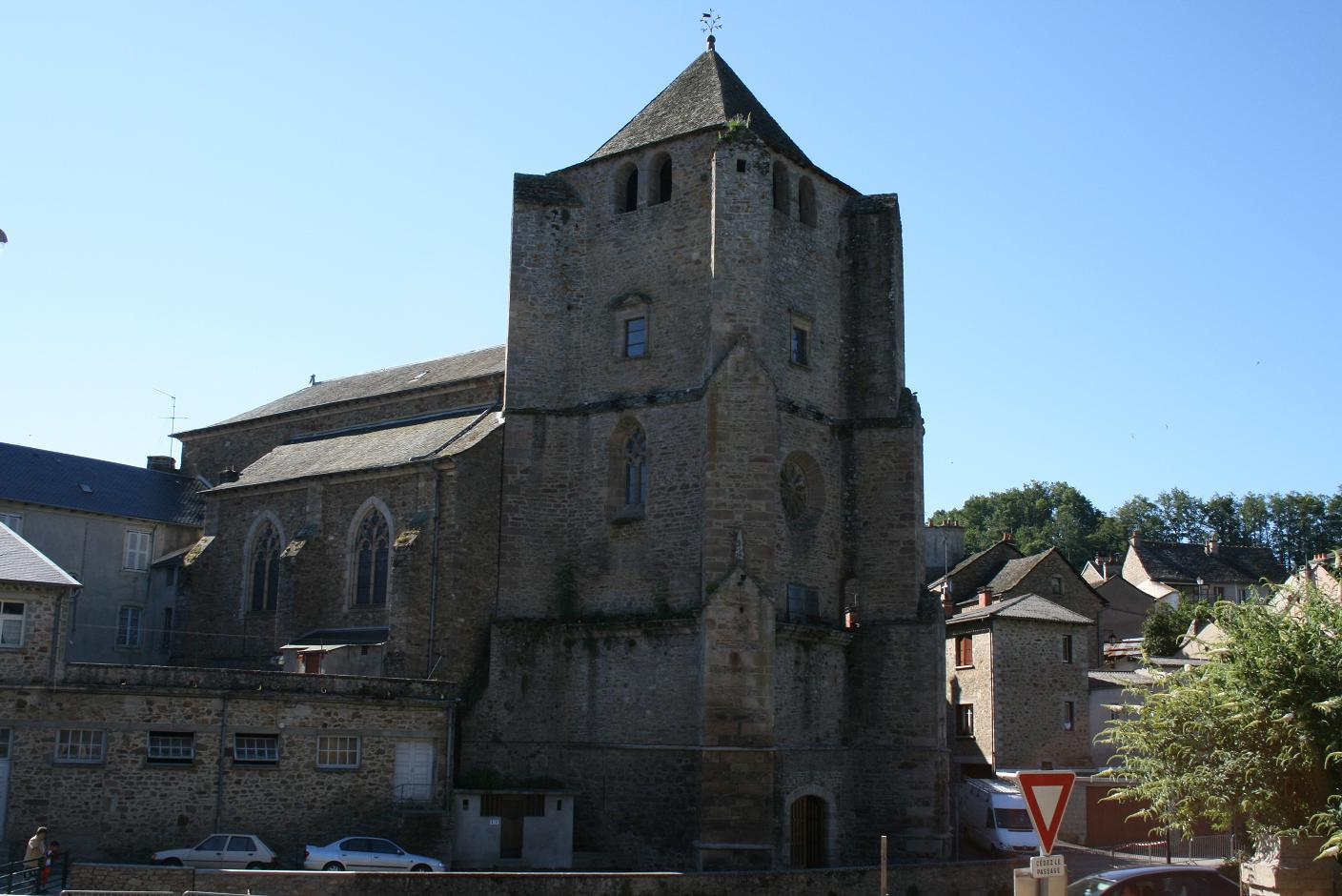
Kirche Saint-Julien

- Kirche Saint-Julien